# Esther Baxter
 (juin 2016).
Si vous disposez d'ouvrages ou d'articles de référence ou si vous connaissez des sites web de qualité traitant du thème abordé ici, merci de compléter l'article en donnant les références utiles à sa vérifiabilité et en les liant à la section « Notes et références ».
Esther Baxter, née le 25 septembre 1984 à Miami, en Floride, est une danseuse de clips vidéo et un modèle américain, connue aussi sous le nom de « Miss Freek-A-Leek » (Miss nymphomane).

## Biographie
Dès l'âge de trois ans, Esther Baxter danse dans les clips hip-hop américains mais sa carrière connaît un coup d'accélération énorme après le clip de Petey Pablo, Freek-A-Leek en 2004. C'est sa présence dans cette vidéo qui lui vaut son surnom. Elle accumule par la suite les apparitions dans les clips des plus grands rappeurs (Nelly, Kanye West, Pharrell Williams…) et dans les magazines masculins américains.

En août 2007, elle met fin à sa carrière pour raisons familiales.
Mariée à 18 ans à un marine, elle divorce un an plus tard.
En juillet 2008, elle pose pour un magazine et révèle qu'elle est de nouveau mariée et a un fils.

## Apparitions vidéo
Esther Baxter est apparue dans de nombreux clips.
- Petey Pablo - Freek a Leak
- Patey Pablo - Vibrate
- Nelly - Shake Ya Tailfeather
- Ja Rule - Caught Up
- Ludacris - Number One Spot
- Will Smith - Switch
- Twista - Overnight Celebrity
- Beenie Man - King of The Dancehall
- Chingy - One Call Away
- The Roots - Don't Say Nuthin'
- Lil Jon - Get Low (Remix)
- Juelz Santana - Oh Yes/Clockwork
- Kanye West - Spaceship
- Kanye West - The New Workout Plan
- Pharrell - Angel (clip non finalisé)